# Naturschutzgebiet Bellergrund

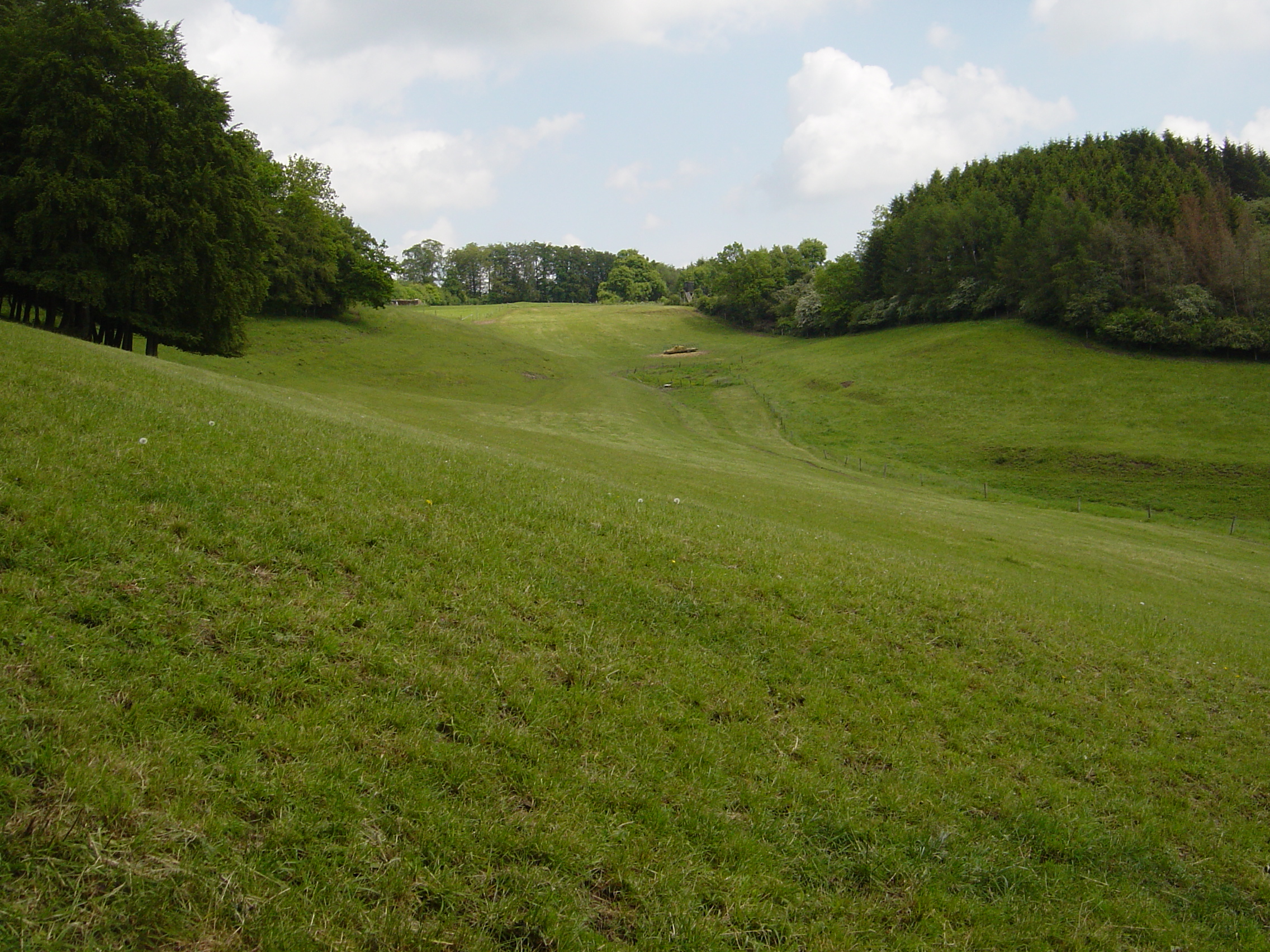
Ostfläche vom Naturschutzgebiet Bellergrund

Das Naturschutzgebiet Bellergrund mit einer Größe von 19,9 ha liegt nordöstlich von Padberg im Stadtgebiet von Marsberg im Hochsauerlandkreis. Das Gebiet wurde 2001 mit dem Landschaftsplan Hoppecketal durch den Hochsauerlandkreis als Naturschutzgebiet (NSG) ausgewiesen. Das NSG besteht aus zwei Flächen. Im Süden grenzt direkt das Naturschutzgebiet Oberes Diemeltal an. Das NSG gehört seit 2023 zum Vogelschutzgebiet Diemel- und Hoppecketal mit angrenzenden Wäldern.

## Gebietsbeschreibung
Beim NSG handelt es sich bei der östlichen größeren Fläche um zwei Grünlandtälchen nördlich und östlich des Kriesenberges. Auch ein Grünland-Verbindungsfläche zwischen diesen Tälern gehört zum NSG. Beim Grünland handelt es sich überwiegend um gedüngte Weiden bzw. Mäh-Weiden. Auf flachgründigen Standorten sind magere und artenreiche Grünlandbereiche eingestreut. Im nordwestlichen Bereich befinden sich Brachflächen die z. T. von Weißdorn- und Schlehengebüschen bewachsen sind. Im Norden grenzt eine Magerweide mit Feuchtbrache an. Dieser Bereich setzt sich nach Süden innerhalb einer flachen Geländemulde als binsenreiche, schmale Feuchtweide fort.
Die zweite kleinere Grünland-Fläche mit Kalk-Halbtrockenrasen liegt am Galgenberg nahe am Dorf Padberg.
Im NSG kaufte die Nordrhein-Westfalen-Stiftung Naturschutz, Heimat- und Kulturpflege ab 2014 3,73 ha Land an, welche vom Verein für Natur- und Vogelschutz im Hochsauerlandkreis betreut werden.

## Pflanzenarten im NSG
Das Landesamt für Natur, Umwelt und Verbraucherschutz Nordrhein-Westfalen dokumentierte im Schutzgebiet Pflanzenarten wie Acker-Witwenblume, Bachbunge, Blutwurz, Breitblättriger Thymian, Echte Schlüsselblume, Echte Nelkenwurz, Echter Kreuzdorn, Echtes Johanniskraut, Echtes Labkraut, Echtes Mädesüß, Frühlings-Fingerkraut, Färber-Ginster, Gänseblümchen, Gamander-Ehrenpreis, Gelbes Sonnenröschen, Gefleckter Aronstab, Gewöhnliche Goldnessel, Gewöhnlicher Blutweiderich, Gewöhnliches Ferkelkraut, Gras-Sternmiere, Gundermann, Harzer Labkraut, Kleiner Wiesenknopf, Kleines Habichtskraut, Knolliger Hahnenfuß, Kohldistel, Kuckucks-Lichtnelke, Körner-Steinbrech, Magerwiesen-Margerite, Mittlerer Wegerich, Moor-Labkraut, Quell-Sternmiere, Oregano, Rundblättrige Glockenblume, Ruprechtskraut, Spitzlappiger Frauenmantel, Sumpf-Dotterblume, Sumpf-Labkraut, Sumpf-Vergissmeinnicht, Wald-Erdbeere, Weiße Taubnessel, Wiesen-Flockenblume, Wiesen-Kerbel, Wiesen-Kümmel, Wiesen-Labkraut, Wiesen-Platterbse, Wirbeldost und Zottiges Weidenröschen.

## Schutzzweck
Das NSG soll das dortige artenreiche Grünland schützen. Wie bei allen Naturschutzgebieten in Deutschland wurde in der Schutzausweisung darauf hingewiesen, dass das Gebiet „wegen der Seltenheit, besonderen Eigenart und Schönheit des Gebietes“ zum Naturschutzgebiet wurde.